# Joachim Hambro
Joachim Hambro, né le 5 janvier 1885 et décédé le 15 décembre 1964, est un journaliste et homme politique norvégien. Il est président du Storting (le Parlement de Norvège) entre 1925 et 1945 et président de l'Assemblée générale de la Société des Nations entre 1939 et 1946, bien que la SDN soit, pendant la Seconde Guerre mondiale, une « coquille vide ».

## Source
- (en) Cet article est partiellement ou en totalité issu de l’article de Wikipédia en anglais intitulé « C. J. Hambro » (voir la liste des auteurs).